# نووا اودسا

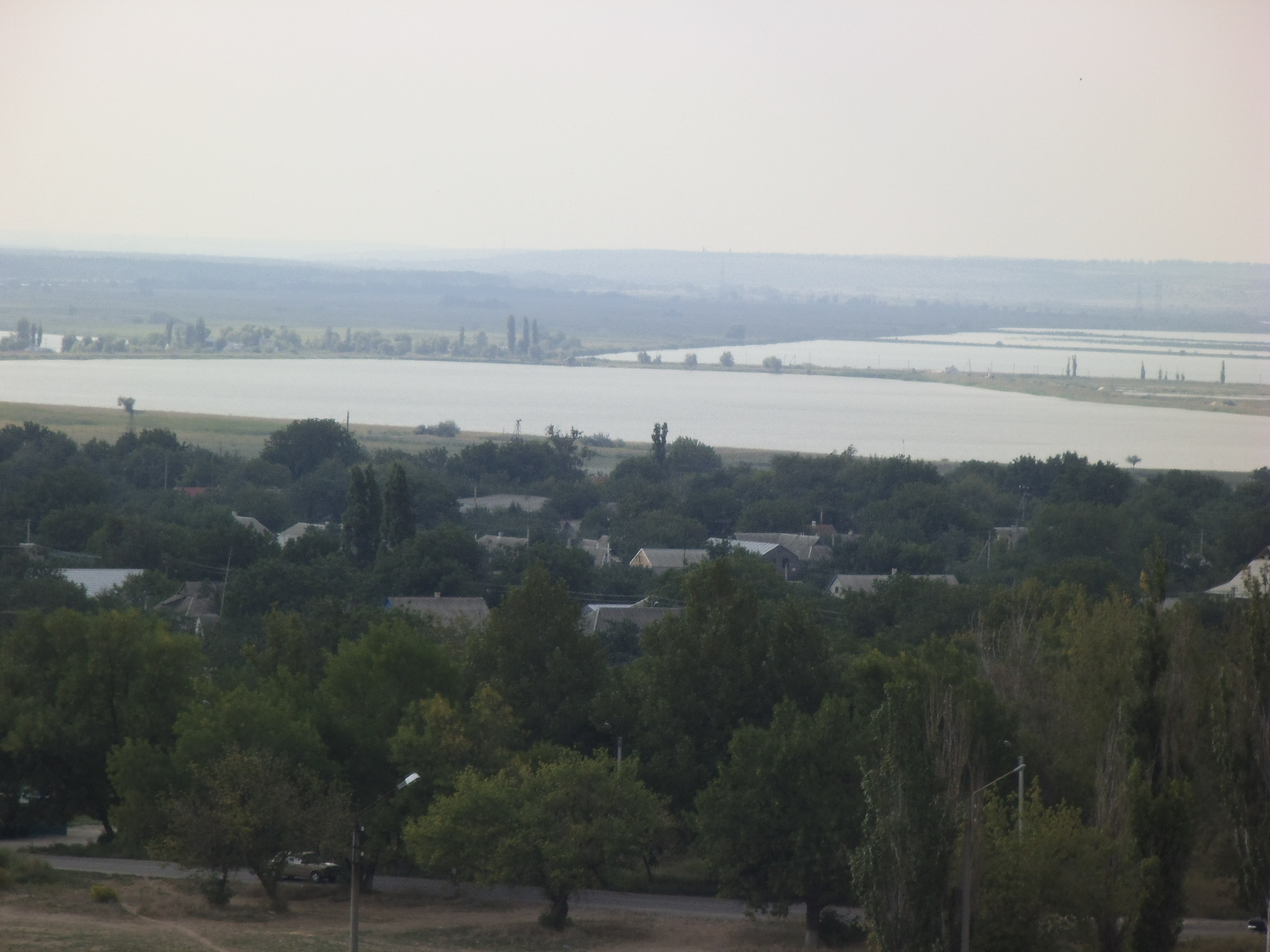
نمایی از شهر نووا اودسا در استان میکولائیف، اوکراین - ۲۰۱۳

شهر نووا اودسا (به روسی: Нова Одеса) در استان میکولائیف در کشور اوکراین واقع شده‌است. جمعیت این شهر ۱۴٬۰۷۰ نفر  است.